# جيرارد نورتن
جيرارد نورتن (بالإنجليزية: Gerard Ross Norton)‏ هو عسكري جنوب أفريقي، ولد في 7 سبتمبر 1915 في Herschel, South Africa ‏ في جنوب أفريقيا، وتوفي في 29 أكتوبر 2004 في هراري في زيمبابوي.